# Seehäusl (Wessobrunn)
Seehäusl ist ein Gemeindeteil von Wessobrunn im oberbayerischen Landkreis Weilheim-Schongau.

## Geografie
Der Weiler liegt knapp vier Kilometer nordwestlich von Wessobrunn am östlichen Ende des Engelsrieder Sees. Durch Seehäusl fließt der Rottbach, der streckenweise die Grenze zur nordwestlich angrenzenden Gemeinde Rott im Landkreis Landsberg am Lech markiert.

## Geschichte
Bereits 1510 wurde der Rottbach hier zur Fischzucht durch den Wessobrunner Abt Kaspar Götz zum Engelsrieder See aufgestaut.